# Styrbjörn Bergelt
Styrbjörn Albert Bergelt, född 28 september 1939 i Sankt Matteus församling, Stockholm, död där 7 februari 2006, var en svensk riksspelman.
Bergelt ägnade sig först åt jazz och spelade då trombon. Han övergick senare till konstmusik och valthorn och studerade vid Kungliga Musikhögskolan i Stockholm. Under denna började han även att intressera sig för folkmusik och började spela blockflöjt och spilåpipa. Han ägnade sig särskilt åt äldre nordisk folkmusik och var med om att återuppliva flera instrument såsom sälgflöjt och stråkharpa. Han började även att bygga nyckelharpor och  kom att leda många bygg- och spelkurser i stråkharpa. Under studietiden började han även måla, mest akvareller, och han hade flera separatutställningar under hela sitt liv. Han  höll även föredrag, komponerade och medverkade i radio och TV. 
Bergelt blev riksspelman 1983 och tilldelades Zornmärket i guld 1997 för "För mästerligt och föredömligt låtspel på stråkharpa, silverbasharpa och pipor". Han är begravd på Norra begravningsplatsen i Stockholm.

## Diskografi
- Å än är det glädje å än är det gråt (tillsammans med Marie Selander och Susanne Broms, 1976, Ett minne för livet MILP-001, belönad med Svenska grammofonpriset 1977)
- Tagelharpa och videflöjt (1979, MNW 8F, belönad med Svenska grammofonpriset 1980)
- Fornordiska klanger (medverkan, 1984, Musica Sveciae MS 101)
- Randalin (tillsammans med Roland Håkansson, 1986, MNWP 151)
- Svarta jordens sång (CD-bok, tillsammans med Per-Ulf Allmo, 1995, AllWin, ISBN 91-630-3106-X)
- Hör du harpan? – Musikaliska strandhugg kring Östersjön med forntida instrument (CD-bok, 2006, Sigtuna museers skriftserie 13, ISBN 91-976468-0-6)